# Paes Landim
Paes Landim este un oraș în Piauí (PI), Brazilia.